# تمامی رنگ‌های تاریکی
تمامی رنگ‌های تاریکی (ایتالیایی: Tutti i colori del buio) یک فیلم جالو به کارگردانی سرجو مارتینو است که در سال ۱۹۷۲ منتشر شد.

## بازیگران
- جورج هیلتون
- ادویژ فنش
- ایوان راسیموف
- ژرژ ریگاد
- نیه‌بس ناوارو
- مارینا مالفاتی
- لوچانو پیگوتسی
- دومینیک بوشرو
- ماریا کومانی کوآزیمودو
- رناتو کیانتونی
- توم فلگی
- ویرا درودی